# 奥尔卡霍
奥尔卡霍，是西班牙阿拉贡自治区萨拉戈萨省的一个市镇。 总面积28平方公里，总人口50人（2001年），人口密度2人/平方公里。